# به‌راستی دوستت دارم
پی‌نوشت، دوستت‌دارم (به انگلیسی: PS, I Love You) نام رمانی از سیسیلیا اهرن است که در سال ۲۰۰۴ منتشر شد و به پرفروش‌ترین کتاب هفته در ایرلند (۱۹ هفته)، بریتانیا، آمریکا، آلمان و هلند تبدیل شد. در سال ۲۰۰۷ از روی این کتاب، فیلم پی‌نوشت: دوستت دارم با بازی جرارد باتلر و هیلاری سوانک ساخته شد. این کتاب به چندین زبان، از جمله زبان فارسی (با نام به راستی دوستت دارم) برگردانده شده‌است.